# Battir
Batir (arabsky بتير‎) je arabská vesnice v Judských horách, 7 km jihozápadně od Jeruzaléma. Vesnice leží na Izraelem okupovaném území Západního břehu Jordánu typu B, tedy pod částečnou izraelskou kontrolou). Jméno vesnice zachovává pojmenování starověkého pevnostního města Bejtar (hebrejsky ביתר‎, také přepisováno Betar), jež jako poslední vzdorovalo Římanům za povstání Bar Kochby. Jeho zbytky jsou identifikovány v Chirbet al-Jahúd uvnitř současné obce. Vesnice a okolní kulturní krajina jsou od června 2014 chráněny jako památka UNESCO.

## Geografie
Leží v nadmořské výšce okolo 700 metrů na vyvýšeném hřbetu, který na severu ohraničuje prudký zářez údolí vádí Nachal Refa'im. Do něj podél východní strany obce ústí Vádí Chelec, na západní straně vádí Nachal Bejtar. Kaňonem Nachal Refa'im prochází Zelená linie a dno i protější svahy údolí leží již na izraelské straně. Údolím vede železniční trať Tel Aviv – Jeruzalém, na které tu stávala železniční stanice Battir.
Okolní údolí jsou zemědělsky využívané a jsou pro ně charakteristické kamenné terasy. Některé z nich jsou zavlažovány a slouží pro produkci zeleniny a ovoce, jiné jsou osázeny olivovníky a vinnou révou. Vznik a provozování teras je podmíněn promyšleným distribučním systémem vody pro závlahy. Tato kulturní krajina je předmětem ochrany UNESCO.

## Historie

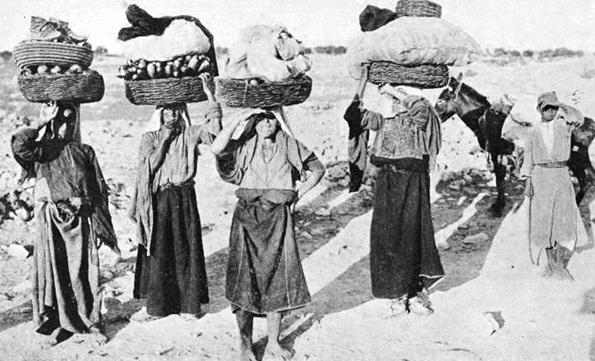
Batirské ženy u trhu, 1913

Z vykopávek vyplývá, že bylo místo osídleno od doby železné do doby římské. Město je zmíněno v Babylonském talmudu, traktátu Gitin 57ab. Na jaře r. 135 se stalo město posledním útočištěm Bar Kochby a jeho vojska. Římané jej obklíčili a v létě 135 dobyli, podle židovské tradice dne 9. avu.
Místo bylo opuštěno až do doby osmanské a v osmanských daňových soupisech ze 16. století je Batir označen za středně velkou obec se 100 obyvateli. V roce 2006 měl 4220 obyvatel.

## Pamětihodnosti
- Z Chirbet al-Jahúd, starověkého Bejtaru, zbyly jen malé zbytky hradeb. Dochovaly se částečně stopy po římských vojenských táborech a obléhacího náspu.

- Ejn al-Balad – cisterna na vodu, dlouhá 65 m, zásobená vydatným pramenem. Vedle ní je římský nápis z doby obléhání, zmiňující 5. a 11. legii.
Kvůli tomuto prameni byla v této vsi v roce 1892 postavena železniční stanice na trati Jaffo–Jeruzalém. O tuto železnici se vedly těžké boje za první arabsko-izraelské války, nakonec byla plně zahrnuta na izraelskou stranu.